# Capo d’Orlando
Capo d’Orlando ist eine Stadt der Metropolitanstadt Messina in der Region Sizilien in Italien mit 13.111 Einwohnern (Stand 31. Dezember 2023).

## Lage und Daten

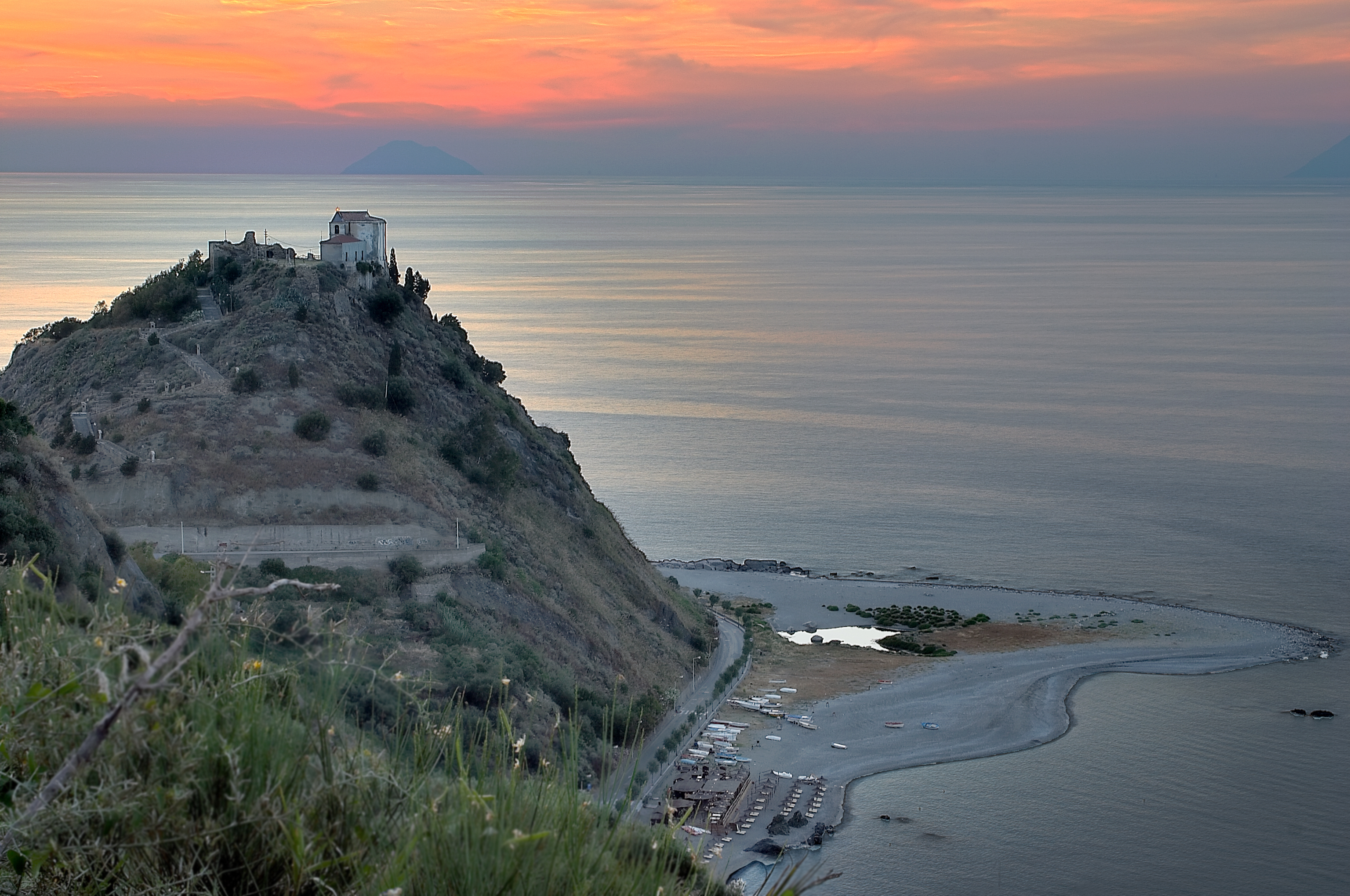
Heiligtum am Cap

Capo d’Orlando liegt 89 km westlich von Messina am Fuß des gleichnamigen Kaps. Die Einwohner arbeiten hauptsächlich in der Landwirtschaft, im Handwerk, der Fischerei und dem Tourismus. Die Lage direkt am Mittelmeer hat den Ort zu einem touristischen Zentrum an der Nordküste von Sizilien gemacht.
Capo d’Orlando liegt mit dem Bahnhof Capo d’Orlando-Naso an der  Bahnstrecke Fiumetorto–Messina. Die Fahrzeit nach Messina beträgt 1 Stunde und nach Palermo 1 Stunde und 40 Minuten. Capo d’Orlando hat über die Anschlussstelle Brolo oder Rocca di Capri Leone Anschluss an die Autobahn A20/E90.
Die Nachbargemeinden sind Brolo, Capri Leone, Naso, Torrenova und Mirto.

## Geschichte
Der Ort hat seinen Ursprung in der Antike. Wahrscheinlich stand hier die antike Stadt Agathyrnon. Urkundlich belegt ist die Stadt seit 1320. 1920 erhielt der Ort die Unabhängigkeit vom Nachbarort Naso.

## Sehenswürdigkeiten
- Schloss aus dem 14. Jahrhundert
- Rathaus mit Ausstellungen zeitgenössischer Kunst
- Monte della Madonna

## Sport
Der in Capo d’Orlando ansässige Verein Orlandina Basket spielte bis 2018 in der höchsten italienischen Basketballliga Lega Basket Serie A.